# 吉泽里亚
吉泽里亚（義大利語：Gizzeria），是意大利卡坦扎罗省的一个市镇。总面积35.9平方公里，人口4299人，人口密度119.7人/平方公里（2009年）。ISTAT代码为079060。